# Ministerie van Administratie en Digitalisering (Polen)
Het Ministerie van Administratie en Digitalisering (Pools: Ministerstwo Administracji i Cyfryzacji) was een ministerie van de Poolse overheid dat onder meer verantwoordelijk is voor het beleid aangaande digitalisering, postbezorging en binnenlandse communicatie. Het werd op 21 november 2011 met terugwerkende kracht opgericht, met sinds 18 november 2011 Michał Boni in het kabinet-Tusk II als eerste minister van Administratie en Digitalisering. Op 8 december 2015 werd het omgevormd tot het Ministerie van Digitalisering.
Lijst van ministers:
- Michał Boni (partijloos) (18 november 2011 - 27 november 2013)
- Rafał Trzaskowski (PO) (3 december 2013 - 22 september 2014)
- Andrzej Halicki (PO) (22 september 2014 - 8 december 2015)